# 小畠元雄
小畠 元雄（おばたけ もとお、1907年(明治40年) - 2004年(平成16年)8月17日）は、日本の演劇学者。

## 経歴
大阪生まれ。神戸第一中学校（現兵庫県立神戸高等学校）卒、第六高等学校卒、1929年東京帝国大学文学部美学美術史学科卒業、同大学院入学後、1931年演劇研究のため渡米、ミネソタ大学、コロンビア大学大学院で学び、その後ヨーロッパに滞在、1934年帰国。1935年国士舘大学教授、大阪学芸大学（のち大阪教育大学）教授。1969年『演劇学の基本問題』で日本演劇学会河竹賞受賞。1970年大阪教育大学名誉教授。1978年勲三等旭日中綬章受勲。

## 著書
- 『演劇学の基本問題』風間書房、1969年
- 『狂言の美学 演劇学的アプローチ』創元社、1986年
- 『演劇の魅力 明治・大正・昭和の東西演劇』臨川書店、1992年

## 参考
- 『演劇の魅力』著者紹介
- 『人物物故大年表』